# Brognon, Côte-d'Or
Brognon este o comună în departamentul Côte-d'Or, Franța. În 2009 avea o populație de 267 de locuitori.

## Evoluția populației
| An        | 1975 | 1982 | 1990 | 1999 | 2006 | 2009 |
| --------- | ---- | ---- | ---- | ---- | ---- | ---- |
| Populație | 110  | 150  | 221  | 215  | 246  | 267  |